# Pyla
Pyla (in greco Πύλα?; in turco: Pile) è una comunità (in greco κοινότητα?, koinótita) del distretto di Larnaca, a Cipro. Con Athienou, Troulloi e Deneia, è uno dei soli quattro villaggi situati all'interno della zona cuscinetto delle Nazioni Unite.

## Geografia fisica
Pyla si trova nella parte sudorientale dell'isola, ed è adiacente alla Base Sovrana Britannica di Dhekelia. Da un punto di vista legale, è amministrata come tutte le altre aree controllate dal governo della Repubblica di Cipro, ma è sorvegliata dalle forze di pace delle Nazioni Unite.

## Origini del nome
Il nome "Pyla" deriva dalla parola greca "πύλη" (ingresso), probabilmente perché era l'unico punto di ingresso verso la pianura della Messaria.

## Monumenti e luoghi d'interesse

### Architetture religiose
Il villaggio possiede tre chiese e una moschea.

### Siti archeologici
Pyla-Kokkinokremnos è un sito archeologico risalente alla tarda età del bronzo.

## Storia

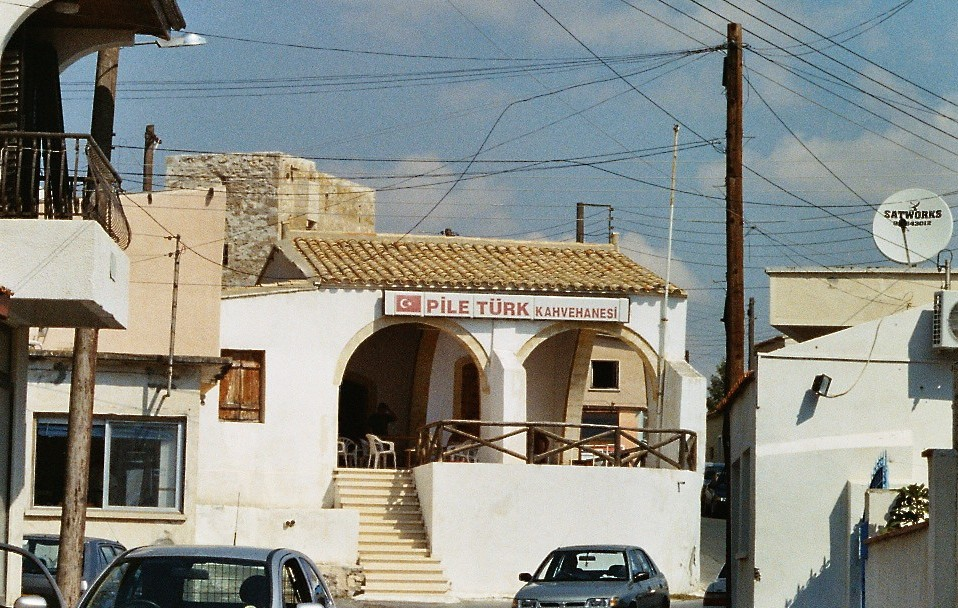
Caffetteria turca nel centro di Pyla

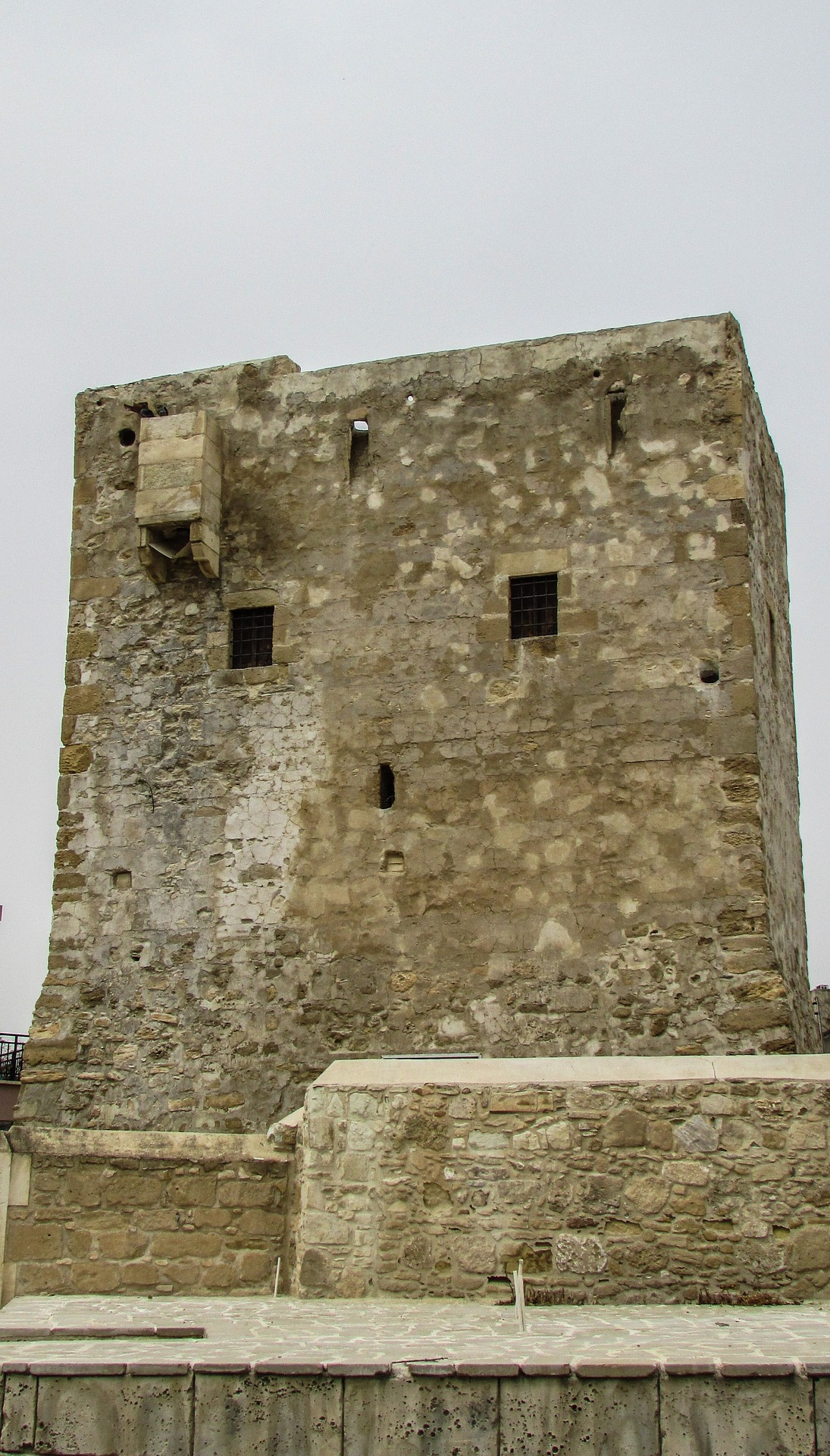
Torre di guardia medievale a Pyla

Pyla è uno dei più antichi villaggi di Cipro. Il villaggio fu abitato per la prima volta durante il Medioevo. Su diverse mappe antiche è segnato con i nomi di Pila o Pilla.

## Società

### Evoluzione demografica
Il villaggio è speciale in quanto è l'unico insediamento a Cipro ancora popolato dagli abitanti originari dei gruppi etnici greco-cipriota e turco-cipriota.  850 dei residenti sono greci ciprioti e 487 sono turchi ciprioti.

## Economia

### Turismo
La zona turistica di Pyla è l'area che confina con il mare e appartiene alla divisione amministrativa del villaggio di Pyla.
Molti degli hotel più lussuosi di Cipro si trovano nella zona turistica di Pyla. Questa striscia di hotel è fiancheggiata da un mix di taverne e ristoranti, negozi e boutique per turisti, che corrono tutti parallelamente alla spiaggia che offre strutture organizzate, così come chioschi e bancarelle di gelati. La zona turistica di Pyla si estende attraverso la nuova strada costiera Larnaca-Dhekelia fino alla spiaggia del C.T.O. (Organizzazione Turistica di Cipro).

## Sport
Attualmente, l'Aspis FC è l'unica squadra di calcio del villaggio di Pyla. Inoltre, il villaggio ospita un club di pallavolo, chiamato Finikas.